# Большая Черёмушкинская улица
Больша́я Черёмушкинская у́лица — улица на юго-западе Москвы, находящаяся в Юго-западном административном округе на территории района Котловка и Академического района.
Большая Черёмушкинская улица проходит от путепровода через Малое кольцо Московской железной дороги до улицы Кржижановского, пересекает улицы Дмитрия Ульянова, Винокурова; с чётной стороны к ней примыкает улица Шверника, с нёчетной — 5-й Загородный проезд. Улица является продолжением Загородного шоссе.

## Происхождение названия
Названа в 1955 году по местности и селу Черёмушки, через которые проходила. Определение Большая отличало улицу от семи номерных Черёмушкинских улиц, ныне переименованных.

## История
Улица возникла на месте дороги в подмосковную усадьбу Черёмушки-Знаменское и её продолжения — в сёла Шаболово и Зюзино. В конце XIX века к западу от усадьбы тогдашний её владелец В. И. Якунчиков основал кирпичный завод. В 1930-е годы при Черёмушкинском кирпичном заводе возник рабочий посёлок. В 1932 году из Москвы до посёлка провели автобусный маршрут № 3. В 1945 году в зданиях бывшей усадьбы «разместилось загадочное учреждение, носившее таинственное и вместе с тем непонятное название — Лаборатория № 3 (в настоящее время Институт теоретической и экспериментальной физики)». В октябре 1953 года по улице проложили трамвайную линию до бывшей усадьбы Черёмушки, около которой организовали разворотное кольцо. В ноябре 1956 года линию продлили по всей улице. В 1958 году улица на всём протяжении вошла в состав Москвы. В конце 1950-х начале 1960-х годов по обеим сторонам улицы пятиэтажными домами застраивают 13-й, 14-й, 17-й и 18-й кварталы Новых Черёмушек.

## Здания и сооружения
На Большой Черёмушкинской улице находятся Торгово-развлекательный комплекс «Рио» (проект К. А. Абгаряна), паспортно-визовое подразделение района Академический, церковь Троицы Живоначальной в Черёмушках, индустриальный техникум, Музей Героев.
Также здесь находится бывшая подмосковная усадьба Черёмушки (дома 25 и 28). Довольно обширный усадебный комплекс ныне оказался разделённым между двумя научными институтами. Комплекс бывшего Хозяйственного или Конного двора, отсечённый от усадебного ядра Большой Черемушкинской улицей, принадлежит Институту гельминтологии имени академика К. И. Скрябина. На территории института установлен памятник К. И. Скрябину (1977, скульптор Л. Е. Кербель, архитектор Г. Г. Лебедев). В здании бывшего манежа разместилась коллекция экспонатов Музея гельминтологии. Парадная часть Черёмушек с примыкающими регулярным и пейзажным парками, украшенными протяжёнными прудами, и павильонами Эрмитаж и Миловид отошла к Институту теоретической и экспериментальной физики.

## Транспорт
По улице проходят трамваи 26, 38 и автобусы 121, 317, 915.
Ближайшие станции метро:
- Профсоюзная
- Академическая
- Крымская